# Raise Your Voice
Raise Your Voice är en amerikansk musikfilm från 2004 är regisserad av Sean McNamara med Hilary Duff. Filmen släpptes på DVD den 20 juli 2005 i Sverige.

## Handling
När Terris bror Paul dör i en bilolycka, känner Terri att hon inte vill sjunga längre. Innan Paul dog så skickade han utan hennes medvetande in en DVD till musikskolan i Los Angeles och Terri kommer in, men hennes pappa vill inte att hon ska åka. Hon tvingas ljuga för sin pappa om var hon är (han tror att hon är hos en släkting), samtidigt som hon finner många nya vänner och hittar kärleken på musikskolan.

## Rollista (i urval)
- Hilary Duff - Terri Fletcher
- Oliver James - Jay Corgan
- David Keith - Simon Fletcher
- Jason Ritter - Paul Fletcher
- Dana Davis - Denise Gilmore
- Johnny K. Lewis - Engelbert 'Kiwi' Wilson
- Rita Wilson - Frances Fletcher
- Lauren C. Mayhew - Robin Childers